# Bena (popolo)
I Bena (o Wabena) sono un gruppo etno-linguistico degli altopiani del distretto di Njombe, nella regione di Iringa, nella Tanzania centro-meridionale. Condividono numerosi tratti culturali e linguistici con altre etnie dell'area, quali Kingwa, Safwa, Pangwa, Hehe e Sangu.

## Economia
I Bena vivono principalmente di agricoltura. Poiché le comunità Bena vivono ad altitudini intorno ai 2000 m, si dedicano alle coltivazioni resistenti al freddo, come patate, grano e mais. Relativamente alla media nazionale, sono un gruppo che gode di una certa ricchezza; le loro comunità sono note, tra l'altro, per le ottime scuole.

## Lingua
La lingua bena (o kibena, o ekibena) è una lingua appartenente al ceppo delle lingue bantu. Ha un'affinità lessicale del 71% con il pangwa, del 65% con lo hehe, del 55% con il sangu, del 53% con il kinga, del 51% con il wanji e del 47% con il kisi. È attualmente oggetto di uno studio di standardizzazione che ha anche lo scopo di definire la sua trascrizione standard. Alcuni tentativi di trascrivere il bena e di definirne un vocabolario standard sono già stati fatti in passato, ed esiste una traduzione in bena del Nuovo Testamento, compilata nel 1920. Della lingua esistono numerosi dialetti, come Lupembe, Nyikolwe, Mdandu, Makambako e Bena Manga; quest'ultimo è un linguaggio derivato dalla fusione di elementi delle lingue bena e kinga. Nel 2001 secondo Ethnologue i parlanti la lingua bena erano 670 000.

## Religione
Nelle comunità Bena coesistono il Cristianesimo e la religione tradizionale. Il cristianesimo fu portato nell'area di Njombe dai missionari tedeschi, e di conseguenza la denominazione più diffusa è quella luterana.

## Storia
Le origini e la storia antica dei Bena sono incerti. Presso la foce del fiume Rufiji esiste un gruppo etnico che si autodefinisce Bena, presso i quali sopravvive il ricordo di un'antica migrazione verso gli altopiani di Njombe; questa potrebbe quindi essere la zona d'origine dei moderni Bena. Dallo stesso gruppo migrati dal Rufiji potrebbero discendere anche le etnie più strettamente correlate ai Bena, come Kingwa, Safwa, Pangwa, Hehe e Sangu.